# Hellenizm (językoznawstwo)
Hellenizm, grecyzm – zapożyczenie językowe z języka greckiego często związane z nauką.
Większość greckich zapożyczeń trafiła do języka polskiego przez inne języki europejskie np. łaciński, angielski, lub francuski. Największą ich liczbę stanowią zapożyczenia kończące się na -ika -yka, m.in.: matematyka, fizyka, logika, muzyka, które w przeciwieństwie do większości wyrazów w języku polskim, akcentuje się na trzecią sylabę od końca. Greckie zapożyczenia to także przedrostki: mono-, poli-, psycho- oraz przyrostki takie jak: -fobia, -fonia czy -logia. Hellenizmy to również słowa pochodzące bezpośrednio z mitologii greckiej, jak: narcyz, atlas, echo, nimfa.